# Кубок Нідерландів з футболу 2019—2020
Кубок Нідерландів з футболу 2019–2020 — 102-й розіграш кубкового футбольного турніру в Нідерландах. Титул захищав «Аякс». У зв'язку з Пандемією COVID-19 24 квітня 2020 року Футбольна федерація Нідерландів вирішила припинити проведення турніру після півфінальних матчів. Переможця визначено не було.

## Календар
| Раунд                   | Дата               | Матчі | Клуби    |
| ----------------------- | ------------------ | ----- | -------- |
| Перший попередній раунд | 17-28 серпня 2019  | 28    | 110 → 82 |
| Другий попередній раунд | 24-25 вересня 2019 | 18    | 82 → 64  |
| 1/32 фіналу             | 19-31 жовтня 2019  | 32    | 64 → 32  |
| 1/16 фіналу             | 17-19 грудня 2019  | 16    | 32 → 16  |
| 1/8 фіналу              | 21-28 січня 2020   | 8     | 16 → 8   |
| 1/4 фіналу              | 12-13 лютого 2020  | 4     | 8 → 4    |
| 1/2 фіналу              | 4-5 березня 2020   | 2     | 4 → 2    |
| Фінал                   |                    | 1     | 2 → 1    |

## 1/16 фіналу
| Команда 1                  | Рахунок      | Команда 2           |
| -------------------------- | ------------ | ------------------- |
| 17 грудня 2019             |              |                     |
| Твенте                     | 2:5          | Гоу Егед Іглс (2)   |
| Ейссельмервогельс (3)      | 1:0          | СтеДоКо (4)         |
| Геренвен                   | 2:0          | Рода (Керкраде) (2) |
| Вітессе                    | 4:0          | ОДІН'59 (4)         |
| Катвейк (3)                | 0:0 пен. 3:4 | ТОП Осс (2)         |
| Ексельсіор (Роттердам) (2) | 0:2          | Ейндговен (2)       |
| Фортуна (Сіттард)          | 3:0          | Зволле              |
| 18 грудня 2019             |              |                     |
| Телстар (2)                | 3:4          | Аякс                |
| Гераклес (Алмело)          | 3:0          | Дордрехт (2)        |
| ОФК (Остзан) (4)           | 0:0 пен. 4:5 | Спакенбург (3)      |
| АЗ                         | 3:0          | Гроене Стер (4)     |
| Віллем II                  | 3:0          | Спарта (Роттердам)  |
| Спарта (Нейкерк) (4)       | 0:1 дч       | НАК Бреда (2)       |
| ГВВВ (3)                   | 1:2 дч       | ПСВ                 |
| 19 грудня 2019             |              |                     |
| Гронінген                  | 0:1          | Утрехт              |
| Камбюр (2)                 | 1:2          | Феєнорд             |

## 1/8 фіналу
| Команда 1             | Рахунок      | Команда 2         |
| --------------------- | ------------ | ----------------- |
| 21 січня 2020         |              |                   |
| ТОП Осс (2)           | 0:2          | АЗ                |
| Ейндговен (2)         | 1:2 дч       | Утрехт            |
| 22 січня 2020         |              |                   |
| Гераклес (Алмело)     | 0:2          | Вітессе           |
| Аякс                  | 7:0          | Спакенбург (3)    |
| Геренвен              | 2:2 пен. 4:3 | Віллем II         |
| 23 січня 2020         |              |                   |
| Ейссельмервогельс (3) | 1:1 пен. 6:7 | Гоу Егед Іглс (2) |
| НАК Бреда (2)         | 2:0          | ПСВ               |
| 28 січня 2020         |              |                   |
| Фортуна (Сіттард)     | 1:2 дч       | Феєнорд           |

## 1/4 фіналу
| Команда 1         | Рахунок | Команда 2     |
| ----------------- | ------- | ------------- |
| 12 лютого 2020    |         |               |
| Вітессе           | 0:3     | Аякс          |
| АЗ                | 1:3     | НАК Бреда (2) |
| 13 лютого 2020    |         |               |
| Геренвен          | 0:1     | Феєнорд       |
| Гоу Егед Іглс (2) | 1:4     | Утрехт        |

## 1/2 фіналу
| Команда 1      | Рахунок | Команда 2     |
| -------------- | ------- | ------------- |
| 4 березня 2020 |         |               |
| Утрехт         | 2:0     | Аякс          |
| 5 березня 2020 |         |               |
| Феєнорд        | 7:1     | НАК Бреда (2) |